# احمد بن حرب
ابو عبدالله احمد بن حرب بن فیروز نیشابوری صوفی و عارف، محدث و فقیه مشهور مسلمان در قرن سوم هجری بوده است. عطار در کتاب تذکره الاولیا از احمد حرب به عنوان یکی از بزرگترین صوفیان یاد می‌کند. یوگنی برتلس دراین باره گفته است که:
عطار آن عارف ربانی که چهار صفحه از کتابش را به وی اختصاص داده، لقب پیر خراسان دادن را با سهل انگاری ننوشته است. این لقب مخصوص کسانی است که پدران تصوف نامیده می‌شوند.

## نام، نسب و شهرت
| نام  | کنیه        | نام پدر | جد/پدربزرگ | نسب      | لقب        | شهرت                    |
| ---- | ----------- | ------- | ---------- | -------- | ---------- | ----------------------- |
| احمد | ابو عبدالله | حرب     | فیروز      | نیشابوری | پیر خراسان | احمد حرب یا احمد بن حرب |